# Mikroregion Janaúba

Janaúba

Mikroregion Janaúba – mikroregion w brazylijskim stanie Minas Gerais należący do mezoregionu Norte de Minas.

## Gminy
- Catuti
- Espinosa
- Gameleiras
- Jaíba
- Janaúba
- Mamonas
- Mato Verde
- Monte Azul
- Nova Porteirinha
- Pai Pedro
- Porteirinha
- Riacho dos Machados
- Serranópolis de Minas